# Nicklas Røjkjær
Nicklas Røjkjær (født 24. juli 1998 i Gødvad) er en dansk fodboldspiller, der spiller for FC Nordsjælland. Han spiller fortrinsvist på venstre kant.

## Karriere

### Silkeborg IF
Nicklas Røjkjær spillede i sine ungdomsår i Silkeborg IF. Han forlængede som 16-årig i februar 2015 sin kontrakt med Silkeborg IF frem til sommeren 2016. I U/17 Ligaen 2014-15 scorede han 16 mål og blev dermed nummer 6 på turneringens topscorerliste.

### FC København
I februar 2016 blev det offentliggjort, at Nicklas Røjkjær ved kontraktudløb i sommeren 2016 skiftede transferfrit til FC København, hvor han skrev under på en treårig aftale. Han formåede at score otte mål og lave to assister i sin sidste sæson for Silkeborg IF i U/19 Ligaen 2015-16. I det sidste halve år i Silkeborg trænede han fast med klubbens førstehold og var en del af truppen til næsten samtlige kampe, og han fik samtidig sin debut i Bet25 Ligaen.
I FC København vendte han igen tilbage til ungdomsfodbold, idet han skulle være en del af klubbens U/19-hold. Han fik sin debut sin officielle debut for FC København i pokalkampen mod Jammerbugt FC den 26. oktober 2016, da han blev skiftet ind og scorede til både 1-5 og 1-6.

### Viborg FF
Den 27. januar 2018 skiftede han til Viborg FF på en kontrakt gældende til 2020.

### Esbjerg fB
Den 28. juni 2019 skiftede han til Esbjerg fB på en 4-årig kontrakt.